# بنجامين ليون
بنجامين ليون (بالإنجليزية: Benjamin Leon)‏ هو شخصية أعمال أمريكي، ولد في 1944.